# Francisco José de Sousa Loureiro
Francisco José de Sousa Loureiro (Coimbra, bap. 20 de Setembro de 1772 – Lisboa, 19 de Outubro de 1844) foi um médico, militar, escritor e político português.

## Biografia
Recebeu o grau de Doutor em Medicina na Faculdade de Medicina da Universidade de Coimbra a 28 de Junho de 1795 e, desde então, foi Lente Substituto de Medicina até 1 de Maio de 1805 e Lente de Matéria Médica e Farmácia e de Fisiologia e Patologia durante os dez ou onze anos seguintes.
Alistou-se no Corpo Militar Académico e, promovido a Major na Acção do Vouga, na Segunda Invasão Francesa de Portugal, a 19 de Abril de 1809, dirigiu os Hospitais do Exército e foi Médico do Exército que operou depois em Espanha.
Foi do Conselho de D. João VI de Portugal, que o escolheu para Professor do Príncipe D. Miguel, e exerceu, ainda, os cargos de Médico da Família Real, Físico-Mor do Reino, Deputado da Junta do Proto-Medicato e Membro do Conservatório Real de Lisboa.
No exercício do cargo de Inspetor-Geral da Academia de Belas-Artes de Lisboa proferiu, em 1843, numa sessão solene para distribuição de prémios, um discurso que foi impresso no ano seguinte de 1844 e inserto, em Francês, na obra Les Arts en Portugal, do Conde Atanazy Raczyński, que fez acompanhar esse discurso duma análise pouco favorável à competência do autor em questões artísticas.

### Obras publicadas
Escreveu também: 
- Proclamação de Manuel de Sousa Moreira, estudante da faculdade médica... posta em linguagem, Coimbra, 1808[2]
- O Braço Invencível na Guerra ou Palafox, tradução de versos Latino de Frei Fortunato de São Boaventura, insertos na folha 6.ª  da Colecção de Poesias editada por ocasião da Restauração do Reino, Lisboa, 1809[2]
- dois Sonetos a Manuel Ferreira de Seabra, por este lhe ter dedicado a tradução da tragédia Zaira, que foram insertos na mesma tradução, Coimbra, 1817[2]
- Juízo imparcial em resposta a um médico, seu discípulo e amigo, que o consultou sobre o uso e aplicação da quina, do sulfato de quinino e da água de Inglaterra nas febres e nas moléstias crónicas, Lisboa, 1819, 2.ª Edição, 1842[2]
- O Grupo de Lacoonte e a Eneida Portuguesa de João Franco Barreto, breve dissertação artística publicada no Cosmorama Literário, pp. 41, 52 e 56, Lisboa, 1840[2]
- Parecer apresentado ao Conservatório sobre um drama «Miguel de Vasconcelos» proposto para prémio, in Memórias do Conservatório, Tomo II, Lisboa, 1843[2]